# 細野ひで晃
細野 ひで晃（ほその ひであき／1973年生まれ）は、日本のクリエイティブ・ディレクター、CMディレクター、映画監督。

## 人物
1973年、西ドイツ デュッセルドルフ生まれ。ケンブリッジハイスクール（ボストン）卒業後、 アートセンターカレッジ（ロサンゼルス）でFILMを専攻。
帰国後の1997年、松竹のシネマジャパネスク・プロジェクトの1本『ア・ルース・ボーイ』を監督するが、松竹のトップ解任劇に巻き込まれ、未公開のまま封印される。
その後、電通テック（現・電通プロモーションプラス）に入社。国境を描くように，大地に整然と並べられた日清食品『カップヌードル』、本物の富士山を急滑降するジェットコースター『FUJIYAMA』等のあくが強く、メッセージ性の高い数々のヒットCM、PVを手がける。アジア太平洋広告祭（現・ADFEST）Best Direction賞、ACC銀賞など国内外の広告賞受賞歴多数。エンターテイメント性の高い作品は海外での評価も高く、2007年アジア太平洋広告祭では日本代表として審査員を務める。
2004年には演出家がモノを創る環境を自身で思考するため同世代のディレクター達と映像作家集団『THE DIRECTORS GUILD』設立。
また、2006年には固定観念を崩し、未来を考え、人を楽しませることを原点に、国境も人種をも超えるモノづくりを理想として『DAYTORA ENTERTAINMENT』を設立。
2008年映画『鈍獣』（脚本／宮藤官九郎　主演／浅野忠信）を監督。2009年より海外エージェント「the sweet shop」と契約し、海外の映像業界誌SHOOT MAGAZINEで、2009年秋 ・世界の選ぶディレクター10人に選出されるなど、クリエイティブの活動領域を広げている。
外側から見続けてきた日本だからこそ、『日本を広告する』ことをテーマに『おばハニープロジェクト』を展開し、第一弾として絵本『おばハニーの夢』（講談社）を出版。コラム『ぺんぺん草にあこがれて』 （ワニブックス『＋act』）を連載。『自分❤Dog』（ワニブックス）発売。2009年5月、六本木『未来画廊』にて「Life is a Wonder Trip展」を開催。
また、企業のクリエイティブ・ディレクションや映画、ドラマの企画開発も手がけている。
出生地の西ドイツをはじめ、イラン、アメリカ合衆国（ボストン、ロサンゼルス）など、幼少期以降の豊かな海外生活の影響もあってか、多彩な価値観や視座を掛け合わせた上でアイデアに昇華させるという特徴があり、斬新かつメッセージ性のあるコミュニケーションの企画、および映像化に長けている。
カンヌ国際広告祭（現：カンヌライオンズ 国際クリエイティビティ・フェスティバル）、クリオ賞、One Showはじめ国内外の広告賞を多数受賞しており、2004年にはアジア太平洋広告祭（現・ADFEST）においてBest Direction賞を受賞している。
日本だけでなく米国でもCMの演出を手がけており、米国トヨタから発売されたPriusのCM（2009〜2013年）により日本人として初めて全米デビュー。同作品はカンヌ国際広告祭、クリオ賞などさまざまな広告賞を受賞。その他多くの作品が米国内で放送されているほか、2009年には「世界が選ぶディレクター10人」にも選出された。
第一線のクリエイターとして長らく映像の企画・演出に軸足を置いてきたが、著者として複数の書籍も出版されている通り、文章を通じたロジカルな論理展開にも定評がある。近年はブランディングに携わる機会も多く、緻密なマーケティング戦略を土台にした上で、人々の記憶に残るアウトプット（映像、グラフィック、web、空間、CIやVI、新商品や新ビジネス etc.）を創出するなど、活動領域を拡大し続けている。ストラテジーからクリエイティブまで一貫して携わることができるため、企業経営層からの支持も高い。
ロサンゼルスでは自身がプロデュースするジャパニーズレストラン『Gozen 』の経営も手がけており、現在は日本と米国の２拠点で活動している。

## 略歴
1973年、西ドイツ（デュッセルドルフ）で生まれる。その後、商社マンであった父親のイラン赴任に伴い、現地日本人学校に入学したものの、1980年にイラン・イラク戦争が勃発。空港が閉鎖され空路による国外退去ができない状況下で、他の日本人家族とバスをチャーターし一週間かけてトルコに入国（銃を持った兵士が街中を巡回し、自宅の隣地には地雷撤去部隊が出動したという。また、真夜中のバス移動では空爆の標的にならないよう、ヘッドライトをつけずに砂漠の中を走ったが、盗賊に囲まれたこともあったという）、命からがらで日本に帰国した。
収集していたキン肉マン消しゴムや、仮面ライダーの自転車など、愛用品を置いたまま帰国せざるをえなかったことが、子ども心に深く刻まれ、戦争を憎む原点になったと後に回想している（その経験が、日清カップヌードルの名作CM『NO BORDER』の演出にも生きている）。
1992年、ケンブリッジハイスクール（ボストン）卒業。1996年、アートセンターカレッジ（ロサンゼルス）にてFILM専攻。在学中にプロデューサー奥山和由に抜擢され、映画初監督作品『ア・ルース・ボーイ』を完成させるが、奥山が松竹を退社しお蔵入りとなった。
1998年、電通テック（現・電通プロモーションプラス）演出部に入社し、CMディレクターとしての活動を開始。2004年、同社を退社し、映像ディレクター集団『THE DIRECTORS GUILD』を立ち上げ。同年、アジア太平洋広告祭（現・ADFEST）においてBest Direction賞を受賞し、フィールドを世界に拡大するきっかけとなった（この時期、日清カップヌードル『NO BORDER』シリーズ、『Freedom』シリーズなど話題作の演出を次々に演出）。
2006年、個人事務所『DAYTORA ENTERTAINMENT』設立。CM以外の領域での創作活動も積極的に展開し、著作物として講談社から『おばハニーの夢』（2008）、ワニブックスから『自分♡Dog 〜人間バランス診断書〜』（2009）などが出版されたほか、村上隆の立体作品Inochi君を軸にした「Project Inochi」（2009）に映像クリエイターとして参加。さらに、宮藤官九郎が脚本を担当した長編映画『鈍獣』（2009）を監督し、全国公開を果たした。
2009年、全米大手エージェンシー「THE SWEET SHOP」と契約。米国トヨタ（TOYOTA Motor Sales USA）から発売された3代目PriusのCM演出を手がけ（2009〜2013年）、「Harmony」（プリウスが走り抜けると木々、花、水、生物などに扮した膨大な人間が踊り出す演出で、機械と自然の融合を表現した天地創造を連想させる作品）、「MPG」「Family」篇など複数の作品が全米で４年間に渡って放送され、TOYOTAが世界一の自動車メーカーの座を確固たるものになる大きな後押しとなった。米国において日本人ディレクターがこの規模のCMを任されること自体、ほとんど前例がない。同年、「世界が選ぶディレクター10人」に選出された（『SHOOT MAGAZINE』）。
2010年には、『THE DIRECTORS GUILD』の社会貢献活動の一環として映像ディレクター養成プログラム「THE DIRECTORS FARM」を発足し、若手ディレクターの制作機会創出や、自らが培ってきた経験値の継承など、次世代の映像界への貢献にも力を注いでいる。
2011年からは、全米大手エージェンシー「Radical Media」と日本人として初めて契約を結び、活動の拠点をロサンゼルスに移す。以降、日米両国において数々のヒットCMを量産し続けている（ソフトバンクモバイル『白戸家』シリーズ、JAL先得『ニッポンをみつけよう』）シリーズなど）。
2021年、ジャパニーズレストラン『Gozen 』をロサンゼルスにオープンさせた。同店には数々の著名人が来店している。

## 受賞歴
- 2001年 ACC CMフェスティバル ブロンズ ファンケル 青汁「夫の青汁」篇
- 2003年 ACC CMフェスティバル ブロンズ KDDI au着うた「バード・ウォッチング」篇
- 2003年 ACC CMフェスティバル シルバー KDDI au着うた「体操」篇
- 2004年 アジア太平洋広告祭 Best Direction賞 KDDI au「体操」篇
- 2005年 広告電通賞 日清食品 カップヌードル「NO BORDERシリーズ」
- 2005年 アジア太平洋広告祭 銀賞 日清食品 カップヌードル「NO BORDERシリーズ」
- 2005年 ACC CMフェスティバル シルバー 富士急ハイランド「FUJIYAMA」篇
- 2006年 ACC CMフェスティバル ブロンズ 富士急ハイランド「絶叫本能」篇
- 2007年 ACC CMフェスティバル ブロンズ ソフトバンクモバイル 「予想外のいい動き（砂場）」篇
- 2007年 クリオ賞 銀賞 日清食品 カップヌードル「Freedom Project」
- 2008年 アジア太平洋広告祭 グランプリ＆ゴールド 日清食品 カップヌードル「Freedom Project」
- 2008年 ニューヨークフェスティバル シルバー 日清食品 カップヌードル「Freedom Project」
- 2008年 ニューヨークADC メリット 日清食品 カップヌードル「Freedom Project」
- 2008年 One Show ショートリスト 日清食品 カップヌードル 「Freedom Project」
- 2008年 カンヌ国際広告祭 ファイナリスト 日清食品 カップヌードル 「Freedom Project」
- 2009年 『SHOOT MAGAZINE』世界が選ぶディレクター10人 選出
- 2010年 カンヌ国際広告祭 トヨタ Prius「Harmony」篇
- 2010年 クリオ賞 トヨタ Prius「Harmony」篇
- 2010年 ACC CMフェスティバル ファイナリスト 読売新聞「交換に出しておいた」「持ち込み可」「こしぬかす」「名前」篇
- 2011年 ACC CMフェスティバル シルバー ソフトバンクモバイル「白戸家シリーズ」
- 2011年 ACC CMフェスティバル ブロンズ ソフトバンクモバイル「白戸家シリーズ」
- 2011年 ギャラクシー賞 大賞（CM部門） ソフトバンクモバイル「白戸家シリーズ」
- 2011年 ACC CMフェスティバル ファイナリスト サントリー BOSSハーフ＆ハーフ「H&Hホテル」篇
- 2011年 ACC CMフェスティバル ファイナリスト JCB 企業「1961」篇
- 2013年 ギャラクシー賞 入賞 クロスカンパニー Earth music&ecology「運ぶ」「ノコギリ」「ボート」篇 その他多数

## 審査員歴
- 2007年 アジア太平洋広告祭（現：ADFEST）審査員（日本代表）

## 主な国内CM
- ウィルコム 通話無料 「カップル」篇
- 富士急ハイランド「FUJIYAMA」「ドドンパ野郎　突撃一直線」「フジQロボ」篇
- 読売新聞 ハウルの動く城 「ハウルおばあさん」篇
- 日清食品 カップヌードル「NO BORDER 希望」篇、「Freedom Projectシリーズ」
- リクルート フロム・エー 「100円マラソン シリーズ (全13話)」
- WOWOW 企業 「親子猿」篇
- KDDI DION 「設定風景」「イメージの青春」「イメージの恋愛」篇
- au 着うた 「体操」「バードウォッチング」篇
- ファンケル 青汁 「夫と青汁」「息子と青汁」篇
- 東京ガス ホームセキュリティ 「相撲」篇
- 森精機製作所(現・DMG森精機) 企業 「ある冒険家の場合」篇
- 日本コカ・コーラ コカ・コーラZERO 「バーベQ」篇
- DIC 企業 「あたらしい世界」篇
- サントリー BOSS 贅沢微糖 「贅沢タクシー」篇（出演：伊藤淳史、杉本彩、武藤敬司）、BOSS ハーフ＆ハーフ「H&Hホテル」篇
- ソフトバンクモバイル「予想外のいい動き（砂場）」篇、「白戸家シリーズ」（出演：上戸彩、北大路欣也、樋口可南子ほか）、「SMAPアメリカ放題の旅」篇（出演：SMAP）
- JCB 企業「1961」篇
- クロスカンパニー Earth music&ecology「運ぶ」「ノコギリ」「ボート」篇（出演：宮﨑あおい）
- JAL 先得「ニッポンをみつけようシリーズ」篇（出演：嵐）
- 白元アース ミセスロイド消臭プラス「出演交渉」篇（出演：石田純一、はるな愛）
- ドクターDSクリニカルラボ 企業「恋するチカラ」篇
- ネイチャーラボ MARO「立毛ミュージカル」「もてもてマーロ」「泡マーロ」篇（出演：山田孝之）、「マーロがあるじゃん」篇（出演：斎藤工）
- ネイチャーラボ MARO17「あきらめるなよ他人」「あきらめるなよ上司」篇（出演：香川照之）、「黒髪のシャア」篇
- ネイチャーラボ ランドリン「いい香リン♪ランドリン♪〜ピザ〜」「いい香リン♪ランドリン♪〜野球〜」篇（出演：道端ジェシカ）、「豪邸」「ピアノ」篇（出演：ケイティ・ペリー）、「アヴリル・ランドリンホーム」篇（出演：アヴリル・ラヴィーン）、「家もよろこぶ」篇（出演：ケイティ・ペリー）
- ネイチャーラボ ダイアン パーフェクトビューティ「She is Diane」「なんでだ？」「メイク室」「撮影現場」篇（出演：ローラ）、「いつでもどこでも」篇（出演：本田翼）
- ネイチャーラボ ダイアンボタニカル「ボタニカルなのに」「植物性だから」「髪も心も、美しく」「シチリアンフルーツ」篇（出演：宮﨑あおい）
- ネイチャーラボ LITS「強さは自分の中にある」篇（出演：山口智子）、「強く美しく」「私のしあわせ」「小さな不安」「つよがり」「潤いのリッツ」篇
- シチズン ATTESA「FUTURE」篇（出演：長谷部誠）
- フォルクスワーゲン ブランド「ゴキゲン ワーゲン 登場」篇
- 明治製菓 キシリッシュ「はじまり」篇（出演：福山雅治）
- TOTO グリーンチャレンジ「走行」篇
- カイカイキキ inochi project （村上隆作品）「Thumpity-Thump」「milk」「Sha-la-la」篇 その他多数

## 主な海外CM
- TOYOTA Motor Sales USA Prius「Harmony」「MPG」「Family」篇
- HERSHEY’S ICE BREAKER 「Stay Cool」篇
- Zendough.com「Achieve Zendough」篇
- Target 「Hello Goodby’」篇 
その他多数

## 映画・ドラマ
『ア・ルース・ボーイ』(1997)　：松竹ジャパネスク・プロジェクト
　　原作：佐伯一麦 出演：小嶺麗奈　※未公開作品
『のんたのしっぽ』(2005)　：ビクターエンタテインメント
　　脚本：宮藤官九郎  出演：佐藤隆太
『銀座ぐらん堂、午後3時』（2006）　：NTT東日本 FLET’Sコムニバス
　　「噂しあう男たち」
　　　出演：皆川猿時、顔田顔彦、片桐仁（ラーメンズ）、設楽統
　　「隣り合う男たち」
　　　出演：荒川良々、日村勇紀（バナナマン）
『鈍獣』（2008）
　　脚本：宮藤官九郎　出演：浅野忠信、北村一輝

## MV
- Sunbrain「emotion」（デフスターレコーズ）
- Sunbrain「wish men」（デフスターレコーズ）
- グループ魂「嫁とロック」（キューンレコード）
- グループ魂「君にジュースを買ってあげる」（キューンレコード）
- グループ魂「本田博太郎～magical mystery UPAAAAAAAAA!!!!!～」（キューンレコード）

## 著作
- 『おばハニーの夢』（2008）　：講談社MouRa
- 『自分♡Dog 〜人間バランス診断書〜』（2009）　：ワニブックス

## 関連記事
- 週間ダイヤモンド オンライン／2008.3.14
- 朝日新聞デジタル／2009.4.30
- シネマトゥデイ／2009.5.13
- PR EDGE／2017.7.11